# دينا دافيسون
دينا شيريدان دافيسون (من مواليد 27 يوليو 1993) هي سياسية بريطانية في حزب المحافظين ومذيعة سابقة. كانت عضو في البرلمان عن بيشوب أوكلاند منذ الانتخابات العامة لعام 2019. شغلت منصب وكيل وزارة الخارجية البرلماني لشؤون التسوية بين سبتمبر 2022 وسبتمبر 2023.
تم انتخاب دافيسون نائبة عن بيشوب أوكلاند في الانتخابات العامة عام 2019. كانت مرشحة حزب المحافظين عن كينغستون أبون هال نورث وسيدجفيلد في الانتخابات العامة لعامي 2015 و2017 على التوالي. دافيسون هو أول محافظ يمثل الدائرة الانتخابية منذ إنشائها في عام 1885. وكان حزب العمال يشغل المقعد سابقًا لمدة 84 عامًا. بعد انتخابها، اعتبرت "نجمة صاعدة" في الحزب، ومثالًا للمحافظين الذين يمثلون دائرة الجدار الأحمر. ومع ذلك أعلنت أنها لن تترشح للانتخابات العامة المقبلة عام 2022. لقد دعمت ليز تروس في حملتها الناجحة لتصبح رئيسة الوزراء في سبتمبر 2022 وأصبحت بعد ذلك وكيلة وزارة الخارجية البرلمانية لشؤون التسوية. دافيسون هو ليبرالي كلاسيكي ويؤيد خروج بريطانيا من الاتحاد الأوروبي.
كشفت هيئة الإذاعة البريطانية عن قائمتها التي تضم 100 امرأة ملهمة ومؤثرة من جميع أنحاء العالم لعام 2023 حيث اختيرت دينا دافيسون ضمن قائمة بي بي سي 100 امرأة.

## نشأتها
ولدت دافيسون لعامل بناء وممرضة حضانة في شيفيلد، ونشأت في إحدى عقارات المجلس، والتحق بمدرسة شيفيلد الثانوية بمنحة دراسية. درست السياسة البريطانية والدراسات التشريعية في جامعة هال، حيث كانت مندوبة لجامعة سنغافورة الوطنية، وقادت بنجاح حملة لفصل اتحاد طلاب الجامعة في عام 2016.